# 陳耀祥
陳耀祥（1965年2月7日—），屏東縣長治鄉人，中華民國行政法學者、無黨籍政治人物，國立臺北大學公行系專任助理教授、執業律師出身，曾任國家通訊傳播委員會（NCC）主任委員、公民監督國會聯盟理事、運休法學會理事長、國防部法規會委員及訴願委員、文化部法規會委員及訴願委員、行政院新聞局法規會委員、行政院文建會訴願委員、銓敘部訴願委員及國家文官學院講座。

## 生平
陳耀祥於國立臺灣大學法律學系畢業，在輔仁大學法律學系取得法學碩士學位，後來在德國海德堡大學博士畢業，自2005年起任職國立臺北大學公共行政暨政策學系助理教授，曾任台灣運動休閒法學會理事長、公督盟理事、國防部法規會委員及訴願委員、行政院新聞局法規委員、行政院文建會訴願委員、銓敘部訴願審議委員、文化部法規委員及訴願委員、國家文官學院講座及NCC代理主委等職。
陳耀祥在2016年借調到國家通訊傳播委員會（NCC）擔任委員，2019年NCC前主委詹婷怡、前副主委翁柏宗相繼請辭，陳耀祥於2019年5月底接任代理主委，其後於2020年7月10日，經立法院投票通過，獲真除為通傳會主委。

## 反媒體壟斷
2013年1月7日，陳耀祥以臺北大學公共行政暨政策學系助理教授出席永社「自由媒體與民主永續」座談會，發表「媒體壟斷，民主就會沉淪」一文，有以下四大主題：
一、自由媒體是民主政治的基礎
二、媒體壟斷是民主政治崩潰的開始
三、自由媒體受憲法制度性保障
四、結論－香港媒體的前車之鑑
表明思想控制與操縱是比飛彈更可怕的威脅，媒體是人民表達意見及獲得資訊的最重要管道，也是輿論形成的重要平台，當媒體逐漸擺脫政治力量控制之際，財團併購媒體又成為台灣民主政治的重要課題。此種以「經濟強權」面貌出現的政治力量，正逐步掏空及摧毀台灣的民主根基。

## 爭議
2020年11月18日，陳耀祥時任NCC主委在公佈中天新聞台不獲續牌的決定的同時呼籲系統業者給「公廣集團新聞頻道」一個機會，被認爲强行護航華視新聞資訊台入駐有綫電視52頻道。
2022年10月5日，陳耀祥赴立院備詢，會議一開始就陷入混亂，國民黨立委質疑NCC讓鏡電視通關，要求撤照重審。陳耀祥則是舉起事先準備好的手板「請尊重獨立機關」回應。
2023年3月15日，陳耀祥遭台北地檢署列瀆職罪被告，事因為鏡電視在2022年成立新聞台後，董事會與經營人士多次異動。又有鏡電視財務疑慮、公司治理問題、執照申設爭議等。
2023年4月，NCC吹哨者爆料，主委陳耀祥將強行闖關《鏡電視》董監變更與上架有線電視，陳耀祥將於4月19日赴立法院交通委員會進行專案報告，當天國民黨團甲級動員於會議現場舉牌行動，強力要求陳下台。5月4日，陳耀祥疑似再度闖關，國民黨團立委們得知消息再次甲級動員，到陳的辦公室外靜坐堵人，重申陳必須下台。最後會議決議續行審議、擇期再審。
2023年9月27日，前立委黃國昌指出，反媒體巨獸運動讓NCC清楚樹立「系統經營者不得經營新聞頻道」的原則，面對三立集團掌握中嘉有線電視系統將近3成的股權，明顯地已經跨越媒體壟斷的管制紅線，更是違反當初行政處分的附款，當初以學者身分積極參與反媒體壟斷運動的陳耀祥卻在國會殿堂護航綠媒，令人深感痛心。。
2024年5月1日，立院委員會審查NCC組織法，民眾黨總召黃國昌質詢為何立法院調閱鏡電視資料時遭NCC拒絕。黃國昌指出，針對NCC拒絕提供立法院調閱小組決資料是誰的指示，陳耀祥今天在答詢時表示是「他自己的決定」，無視NCC是合議制，黃國昌還爆料，陳耀祥到委員會備詢前，還先跑到民進黨黨團「聽命令」。